# Roger Whittaker
Roger Whittaker (Nairobi, 1936. március 22. – Castelsarrasin, 2023. szeptember 12.) brit énekes, dalszerző és füttyművész. Sikereket ért el többek között az Egyesült Királyságban, az Egyesült Államokban, Kanadában, Dél-Afrikában, Németországban és Ausztriában.

## Élete
Kenyában született és nőtt fel. 1956-ban a dél-afrikai Fokvárosban kezdett orvosi tanulmányokba. 18 hónap után azonban otthagyta, és anyja nyomdokaiba lépve a közszolgálati oktatási osztályhoz került tanárként. 1959-től zoológiát, biokémiát és tengerbiológiát tanult a walesi Bangor Egyetemen, kitüntetéssel végzett.
Whittaker már amatőr zenészként tevékenykedett, miközben tanult. Az 1970-es évek végén és az 1980-as években különösen sikeres volt német nyelvű dalokkal. 2013-ban hivatalosan befejezte turnékarrierjét.
1964-ben házasodott össze Natalie O'Briennel, és öt gyermeke született. 2012-től a franciaországi Saint-Cirq-Lapopie-ben élt.

## Diszkográfia

### Európai albumok
- 1967 If I Were a Rich Man (mint 'Rog Whittaker')
- 1967 Dynamic!
- 1968 Whistle Stop!
- 1969 This Is Roger Whittaker
- 1970 I Don't Believe in If Anymore
- 1970 Whistling Roger Whittaker
- 1971 New World in the Morning
- 1972 Roger Whittaker... Again
- 1972 Loose and Fiery
- 1975 Magical World of Roger Whittaker'
- 1975 Ride A Country Road
- 1978 Roger Whittaker Sings The Hits
- 1979 Mein Deutsches Album (in German)
- 1981 Changes [11]
- 1981 Zum Weinen ist immer noch Zeit
- 1982 Roger Whittaker In Kenya – A Musical Safari [12]
- 1982 Typisch Roger Whittaker
- 1983 Voyager
- 1984 Take A Little – Give A Little [13]
- 1984 Ein Glück, daß es Dich gibt
- 1986 The Genius Of Love [14]
- 1987 His Finest Collection
- 1987 Heut bin ich arm – Heut bin ich reich
- 1988 Living And Loving [15]
- 1989 Love Will Be Our Home [16]
- 1990 You Deserve The Best [17]
- 1991 Frohe Weinacht – Die schönsten Weihnachtslieder
- 1991 Mein Herz schlägt nur für Dich
- 1992 Stimme des Herzens
- 1993 Stille Nacht, heilige Nacht
- 1994 An Evening with Roger Whittaker
- 1994 Leben mit Dir
- 1994 Sehnsucht nach Liebe
- 1994 Geschenk des Himmels
- 1995 Ein schöner Tag mit Dir
- 1996 Alles Roger!
- 1996 Einfach leben
- 1997 Zurück zur Liebe
- 1999 Alles Roger 2
- 1999 Awakening
- 2000 Wunderbar geborgen
- 2002 Mehr denn je
- 2003 Alles Roger 3
- 2003 Der weihnachtliche Liedermarkt
- 2004 Live in Berlin
- 2004 Mein schönster Traum
- 2005 Moments in My Life
- 2007 The Danish Collection
- 2008 The Golden Age Of Roger Whittaker – 50 Years Of Classic Hits [18]
- 2010 So viele Jahre mit euch
- 2012 Wunder

### Amerikai albumok
| Album                                                      | Kiadó                       | Év   |
| ---------------------------------------------------------- | --------------------------- | ---- |
| Changes                                                    |                             |      |
| Christmas Songs                                            | Capitol                     |      |
| Best Ballads #1                                            |                             |      |
| Genius of Love                                             | RCA Victor                  |      |
| New World in the Morning                                   | Columbia Collectables       | 1971 |
| Special Kind of Man                                        | RCA Victor                  | 1971 |
| The Last Farewell and Other Hits                           | RCA Victor                  | 1975 |
| Magical World of Roger Whittaker                           | RCA Records                 | 1975 |
| Reflections of Love                                        | RCA Records                 | 1976 |
| In Concert – Recorded with the Edmonton Symphony Orchestra | DVD                         | 1976 |
| The Best of Roger Whittaker                                | RCA Victor                  | 1977 |
| Folk Songs of Our Time                                     | RCA Victor                  | 1977 |
| The Roger Whittaker Christmas Album                        | RCA                         | 1978 |
| Imagine                                                    | RCA Victor                  | 1978 |
| Evergreens                                                 |                             | 1979 |
| When I Need You                                            |                             | 1979 |
| Mirrors of My Mind                                         | RCA Victor                  | 1979 |
| With Love                                                  |                             | 1980 |
| Voyager                                                    | RCA Victor                  | 1980 |
| Live in Concert                                            | RCA Victor                  | 1981 |
| The Wind Beneath My Wings                                  | RCA Victor                  | 1982 |
| Take a Little: Give a Little                               | RCA Victor                  | 1984 |
| Tidings of Comfort & Joy                                   | Liberty                     | 1984 |
| All Time Heart Touching Favorites                          |                             | 1984 |
| The Best of Roger Whittaker                                | RCA Victor                  | 1984 |
| Fire & Rain                                                | RCA/Pair                    | 1985 |
| The Genius of Love                                         | RCA                         | 1986 |
| Living & Loving                                            | Liberty                     | 1988 |
| The World of Roger Whittaker                               | RCA/Pair                    | 1988 |
| I'd Fall in Love Tonight                                   | Liberty                     | 1989 |
| Love Will Be Our Home                                      | Word/Epic                   | 1989 |
| World's Most Beautiful Christmas Songs                     | Liberty                     | 1989 |
| All Time Heart Touching Favorites, Vol. 1                  | Liberty                     | 1990 |
| All Time Heart Touching Favorites, Vol. 2                  | Liberty                     | 1990 |
| Best Loved Ballads, Vol. 2                                 | Liberty                     | 1990 |
| Best Loved Ballads, Vol. 1                                 | Liberty                     | 1990 |
| Golden Tones                                               | Pair                        | 1990 |
| You Deserve the Best                                       | Capitol/EMI Records         | 1991 |
| Country Collection                                         | Liberty                     | 1991 |
| Classics Collection, Vol. 1                                | Liberty                     | 1991 |
| The Wind Beneath My Wings & Other Hits                     | RCA Records                 | 1991 |
| I Wish You a Merry Christmas                               |                             | 1992 |
| All-Time Favorites                                         | EMI-Capitol Special Markets | 1992 |
| Greatest Hits Live                                         | K-Tel                       | 1992 |
| Classics Collection, Vol. 2                                | Liberty                     | 1992 |
| All About Love                                             | Liberty                     | 1992 |
| Collection                                                 |                             | 1992 |
| Christmas With Roger Whittaker                             | RCA Victor                  | 1992 |
| Celebration                                                | RCA Victor                  | 1993 |
| The Best of Roger Whittaker                                | EMI-Capitol Special Markets | 1993 |
| Live                                                       | Drive – (import)            | 1993 |
| Greatest Hits                                              | RCA Records                 | 1994 |
| Feelings                                                   | RCA Victor                  | 1994 |
| Danny Boy                                                  | RCA Victor                  | 1994 |
| What a Wonderful World                                     | RCA Victor                  | 1994 |
| Annie's Song                                               | RCA Victor                  | 1994 |
| Live!                                                      | RCA Victor                  | 1994 |
| The Best of Roger Whittaker                                | Curb Records                | 1994 |
| I Will Always Love You                                     | RCA Victor                  | 1994 |
| The Christmas Song                                         | RCA Victor                  | 1995 |
| All Time Favorites                                         | Prime Cuts                  | 1995 |
| Sincerely Yours                                            |                             | 1995 |
| On Broadway                                                | RCA Victor                  | 1995 |
| The World of Roger Whittaker                               | Universal International     | 1996 |
| A Perfect Day                                              | RCA Victor                  | 1996 |
| Einfach Leben                                              | BMG/Ariola                  | 1996 |
| Star Gold                                                  | Polygram France             | 1997 |
| Happy Holidays                                             | BMG Special Products        | 1997 |
| New World in the Morning: The Encore Collection            | BMG Special Products        | 1997 |
| Irish Standards                                            | BMG Special Products        | 1998 |
| The Best of Roger Whittaker                                | Pegasus/Cleopatra           | 1998 |
| All of My Life: The Very Best of Roger Whittaker           | Camden                      | 1999 |
| The Greatest Hits of Roger Whittaker                       | Prism                       | 1999 |
| In Concert                                                 | Charly                      | 1999 |
| Awakening                                                  | RCA Victor                  | 1999 |
| The Best of Roger Whittaker                                | Time/Life Music             | 1999 |
| The Last Farewell...Live                                   | Legacy Entertainment        | 2001 |
| The Very Best of Roger Whittaker, Vol. 2                   | Polygram International      | 2001 |
| The Holly and the Ivy                                      | BMG Special Products        | 2002 |
| Best of: Original Hits                                     | Paradiso                    | 2002 |
| Songs for You: The Collection                              | Universal International     | 2002 |
| New World in the Morning                                   | Collectables                | 2003 |
| All of My Life: Very Best of                               | BMG International           | 2004 |
| Moments in My Life                                         | BMG/Ariola                  | 2005 |
| An Evening With                                            | Prism Platinum              | 2005 |
| Now and Then: Greatest Hits 1964–2004                      | BMG International           | 2005 |

## Fordítás
- Ez a szócikk részben vagy egészben  a   Roger Whittaker című angol Wikipédia-szócikk fordításán alapul.  Az eredeti cikk szerkesztőit annak laptörténete sorolja fel. Ez a jelzés csupán a megfogalmazás eredetét és a szerzői jogokat jelzi, nem szolgál a cikkben szereplő információk forrásmegjelöléseként.